# 376 هـ
376 هـ هي سنة في التقويم الهجري امتدت مقابلةً في التقويم الميلادي بين سنتي 986 و987.

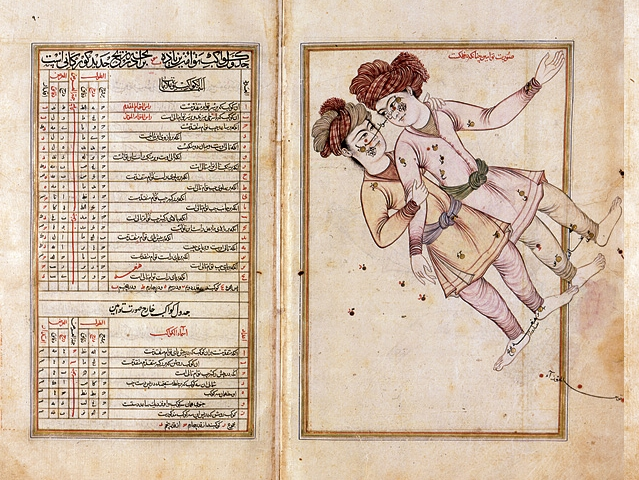
كوكبة التوأمان كما تخيلها العالم الفلكي عبدالرحمن بن عمر الصوفي

## مواليد
- أبو القاسم عبد الكريم بن هوزان القشيري
- أبو القاسم القشيري

## وفيات
- أحمد بن حازم بن أبي غرزة
- عبد الله بن فتح التجيبي
- أبو القاسم الإنطاكي
- عبد الرحمن بن عمر الصوفي